# 账户认证
账户认证（又称账户验证、账号认证）是验证账户是否由指定的真实个人或组织拥有并运营的过程。社交媒体网站等都提供账户认证服务，他们通过在个人或组织名称旁边的勾号图标、“V”字标识或徽章，使人们通常可以从视觉上区分已认证的账户。 
账户认证可以提高在线服务的质量，减少马甲、社交媒体机器人、网络白目、滥发电子信息、破坏行为、假新闻、造谣和别国干预选举。

## 历史
账户认证最初是面向公众人物和具有公共利益的账户的功能，由Twitter在2009年6月引入。2011年，Google+推出类似功能。Facebook在2012年推出，Instagram在2014年推出，Pinterest在2015年推出。在YouTube上，用户获得100,000以上个订阅后，便可以提交认证徽章的请求。它还为音乐家和乐队提供了“官方艺术家”（official artist）徽章。
在中国大陆，新浪微博、腾讯微博等微博服务率先推出认证。为了确保名人的身份属实，获得用户的信任，各大微博平台都开始实行认证功能。在微博上，一些社会知名人士或者机构的用户名后面有一个字母“V”或一个对勾，标志下面还会标明用户的社会身份。微博认证意味着该用户经过微博平台的审核，证明其身份属实。在新浪微博，个人认证完全免费，不需要收费。但微博认证在郭美美事件中引发巨大争议，微博认证也成为网络敛财工具，一些人在网上兜售微博认证。 
2016年7月，Twitter宣布，除了公众人物外，任何人也都可以申请账户认证。2018年2月，这一活动被Twitter暂停，此前，白人民族主义者、2017年团结右翼集会组织者之一贾森·凯斯勒的账户获得Twitter认证，引发了人们对其“可信性”和“重要性”的争议。2018年3月，在Periscope的直播中，Twitter的联合创始人兼首席执行官杰克·多西讨论了允许任何个人获得经过认证的账户的想法。Instagram自2018年8月起开始允许用户请求认证。
2018年4月，Facebook联合创始人兼首席执行官马克·扎克伯格宣布，将要求购买政治性或基于社会重大议题的广告的人，认证其身份和所在位置。他还表示，Facebook将要求管理大页面的个人进行认证。2018年5月，谷歌高级副总裁肯特·沃克宣布，在美国购买有政治倾向广告的人需要认证其身份。

## 方式与技术
账户认证有多种方式。身份验证服务是第三方的解决方案，可用于确保一个人提供与真实人的身份相关的信息。此类服务可能会验证诸如驾驶执照或护照之类的身份证明文件的真实性（称为文件证明），或者可能会通过诸如征信机构或政府数据之类的权威来源来验证身份信息，这称为非文件证明。而身份证件验证，即让用户上传扫描或拍摄身份证件也是一种正在使用的做法，例如Facebook会使用这一方法。据称，当需要用户显示账号的所有权或确认他们的名字时，他们将接受此类认证。在2018年1月，Facebook购买了Confirm.io，这是一家正在推进认证身份文件真实性的技术的初创公司。
此外，还有行为验证、银行账户验证、多因素验证等多种认证方法。多个服务提供商使用的账户认证过程有时也可以相互佐证。OpenID Connect包含一个用户信息协议，该协议可用于链接多个账户，从而确认用户信息。